# Ciclismo ai Giochi della XX Olimpiade - Velocità
La prova della velocità di ciclismo su pista dei Giochi della XX Olimpiade si è svolta dal 1° al 2 settembre 1972 al velodromo Olympia-Radstadion di Monaco di Baviera, in Germania Ovest.

## Programma
| Data              | Round                       |
| ----------------- | --------------------------- |
| 1º settembre 1972 | Primo turno e recuperi      |
| 1º settembre 1972 | Secondo turno e recuperi    |
| 1º settembre 1972 | Ottavi di finale e recuperi |
| 2 settembre 1972  | Quarti di finale            |
| 2 settembre 1972  | Semifinali                  |
| 2 settembre 1972  | Finali                      |

## Risultati

### Primo turno
Prova unica il vincente al secondo turno, i restanti ai recuperi.
| Serie | Pos. | Atleta                | Nazione           | Tempo | Note   |
| ----- | ---- | --------------------- | ----------------- | ----- | ------ |
| I     | 1    | Daniel Morelon        | Francia           | 11"71 | Q      |
| I     | 2    | Hector Edwards        | Barbados          |       |        |
| I     | 3    | Suriya Chiarasapawong | Thailandia        |       |        |
| II    | 1    | Serhiy Kravtsov       | Unione Sovietica  | 11"83 | Q      |
| II    | 2    | Taworn Tarwan         | Thailandia        |       |        |
| II    | 3    | Shue Ming-Fa          | Taiwan            |       |        |
| III   | 1    | Ivan Kučírek          | Cecoslovacchia    | 11"78 | Q      |
| III   | 2    | Winston Attong        | Trinidad e Tobago |       |        |
| III   | 3    | Kensley Reece         | Barbados          |       |        |
| IV    | 1    | Gérard Quintyn        | Francia           | 11"40 | Q      |
| IV    | 2    | Yoshikazu Cho         | Giappone          |       |        |
| IV    | 3    | Jeffrey Spencer       | Stati Uniti       |       |        |
| V     | 1    | Ezio Cardi            | Italia            | 11"92 | Q      |
| V     | 2    | Félix Suárez          | Spagna            |       |        |
| V     | 3    | Daud Ibrahim          | Malaysia          |       |        |
| VI    | 1    | John Nicholson        | Australia         | 11"20 | Q      |
| VI    | 2    | Ed McRae              | Canada            |       |        |
| VII   | 1    | Peter van Doorn       | Paesi Bassi       | 11"58 | Q      |
| VII   | 2    | Yaichi Numata         | Giappone          |       |        |
| VIII  | 1    | Omar Pkhak'adze       | Unione Sovietica  | 11"64 | Q      |
| VIII  | 2    | Andrzej Bek           | Polonia           |       |        |
| VIII  | 3    | Honson Chin           | Giamaica          |       |        |
| IX    | 1    | Hans-Jürgen Geschke   | Germania Est      | 11"52 | Q      |
| IX    | 2    | Jairo Díaz            | Colombia          |       |        |
| X     | 1    | Karl Köther           | Germania Ovest    | 11"30 | Q      |
| X     | 2    | Peder Pedersen        | Danimarca         |       |        |
| XI    | 1    | Vladimír Vačkář       | Cecoslovacchia    | 11"89 | Q      |
| XI    | 2    | Klaas Balk            | Paesi Bassi       |       |        |
| XI    | 3    | Carlos Galeano        | Colombia          |       |        |
| XII   | 1    | Massimo Marino        | Italia            | 11"83 | Q      |
| XII   | 2    | Roger Young           | Stati Uniti       |       |        |
| XII   | 3    | Geoffery Burnside     | Bahamas           |       |        |
| XIII  | 1    | Dieter Berkmann       | Germania Ovest    | 11"71 | Q      |
| XIII  | 2    | Leslie King           | Trinidad e Tobago |       |        |
| XIII  | 3    | Arturo Cambroni       | Messico           |       |        |
| XIV   | 1    | Niels Fredborg        | Danimarca         | 12"16 | Q      |
| XIV   | 2    | Maurice Hugh-Sam      | Giamaica          |       |        |
| XV    | 1    | Benedykt Kocot        | Polonia           | 11"44 | Q      |
| XV    | 2    | Geoff Cooke           | Gran Bretagna     |       |        |
| XV    | 3    | Manu Snellinx         | Belgio            |       |        |
| XVI   | 1    | Carlos Reybaud        | Argentina         | 11"50 | Q      |
| XVI   | 2    | Werner Otto           | Germania Est      |       |        |
| XVI   | 3    | Ernie Crutchlow       | Gran Bretagna     |       |        |
| XVII  | 1    | Robert Maveau         | Belgio            | N.D.  | Q      |
| XVII  | 2    | Víctor Limba          | Argentina         |       |        |
| XVII  | -    | Neville Hunte         | Guyana            |       | Squal. |

#### Recuperi
Prova unica il vincente al secondo turno, i restanti eliminati.
| Serie | Pos. | Atleta                | Nazione           | Tempo | Note   |
| ----- | ---- | --------------------- | ----------------- | ----- | ------ |
| I     | 1    | Jeffrey Spencer       | Stati Uniti       | 12"46 | Q      |
| I     | 2    | Hector Edwards        | Barbados          |       |        |
| II    | 1    | Leslie King           | Trinidad e Tobago | 11"62 | Q      |
| II    | 2    | Werner Otto           | Germania Est      |       |        |
| II    | 3    | Suriya Chiarasapawong | Thailandia        |       |        |
| III   | 1    | Neville Hunte         | Guyana            | 11"54 | Q      |
| III   | 2    | Taworn Tarwan         | Thailandia        |       |        |
| III   | -    | Manu Snellinx         | Belgio            |       | Squal. |
| IV    | 1    | Yoshikazu Cho         | Giappone          | 11"17 | Q      |
| IV    | 2    | Félix Suárez          | Spagna            |       |        |
| IV    | 3    | Shue Ming-Fa          | Taiwan            |       |        |
| V     | 1    | Ernie Crutchlow       | Gran Bretagna     | 11"41 | Q      |
| V     | 2    | Jairo Díaz            | Colombia          |       |        |
| V     | 3    | Winston Attong        | Trinidad e Tobago |       |        |
| VI    | 1    | Roger Young           | Stati Uniti       | 11"99 | Q      |
| VI    | 2    | Kensley Reece         | Barbados          |       |        |
| VII   | 1    | Klaas Balk            | Paesi Bassi       | 12"02 | Q      |
| VII   | 2    | Maurice Hugh-Sam      | Giamaica          |       |        |
| VII   | 3    | Daud Ibrahim          | Malaysia          |       |        |
| VIII  | 1    | Honson Chin           | Giamaica          | 11"90 | Q      |
| VIII  | 2    | Yaichi Numata         | Giappone          |       |        |
| IX    | 1    | Ed McRae              | Canada            | N.D.  | Q      |
| IX    | -    | Víctor Limba          | Argentina         |       | Squal. |
| X     | 1    | Andrzej Bek           | Polonia           | 11"86 | Q      |
| X     | 2    | Arturo Cambroni       | Messico           |       |        |
| XI    | 1    | Peder Pedersen        | Danimarca         | 11"34 | Q      |
| XI    | 2    | Geoffery Burnside     | Bahamas           |       |        |
| XII   | 1    | Geoff Cooke           | Gran Bretagna     | 12"27 | Q      |
| XII   | 2    | Carlos Galeano        | Colombia          |       |        |

### Secondo turno
Prova unica il vincente agli ottavi di finale, i restanti ai recuperi.
| Serie | Pos. | Atleta              | Nazione           | Tempo | Note   |
| ----- | ---- | ------------------- | ----------------- | ----- | ------ |
| I     | 1    | Daniel Morelon      | Francia           | 12"26 | Q      |
| I     | 2    | Neville Hunte       | Guyana            |       |        |
| II    | 1    | Serhiy Kravtsov     | Unione Sovietica  | 11"35 | Q      |
| II    | 2    | Geoff Cooke         | Gran Bretagna     |       |        |
| II    | 3    | Jeffrey Spencer     | Stati Uniti       |       |        |
| III   | 1    | Leslie King         | Trinidad e Tobago | 11"77 | Q      |
| III   | 2    | Ivan Kučírek        | Cecoslovacchia    |       |        |
| III   | 3    | Roger Young         | Stati Uniti       |       |        |
| IV    | 1    | Gérard Quintyn      | Francia           | N.D.  | Q      |
| IV    | 2    | Carlos Reybaud      | Argentina         |       |        |
| IV    | -    | Klaas Balk          | Paesi Bassi       |       | Squal. |
| V     | 1    | Vladimír Vačkář     | Cecoslovacchia    | 11"83 | Q      |
| V     | 2    | Ezio Cardi          | Italia            |       |        |
| V     | 3    | Andrzej Bek         | Polonia           |       |        |
| VI    | 1    | John Nicholson      | Australia         | 11"92 | Q      |
| VI    | 2    | Niels Fredborg      | Danimarca         |       |        |
| VI    | 3    | Honson Chin         | Giamaica          |       |        |
| VII   | 1    | Peder Pedersen      | Danimarca         | 11"69 | Q      |
| VII   | 2    | Dieter Berkmann     | Germania Ovest    |       |        |
| VII   | 3    | Peter van Doorn     | Paesi Bassi       |       |        |
| VIII  | 1    | Robert Maveau       | Belgio            | 11"98 | Q      |
| VIII  | 2    | Omar Pkhak'adze     | Unione Sovietica  |       |        |
| VIII  | 3    | Ed McRae            | Canada            |       |        |
| IX    | 1    | Hans-Jürgen Geschke | Germania Est      | 11"53 | Q      |
| IX    | 2    | Benedykt Kocot      | Polonia           |       |        |
| IX    | 3    | Ernie Crutchlow     | Gran Bretagna     |       |        |
| X     | 1    | Karl Köther         | Germania Ovest    | 11"37 | Q      |
| X     | 2    | Yoshikazu Cho       | Giappone          |       |        |
| X     | 3    | Massimo Marino      | Italia            |       |        |

#### Recuperi
Prova unica il vincente agli ottavi di finale, i restanti eliminati.
| Serie | Pos. | Atleta          | Nazione          | Tempo | Note |
| ----- | ---- | --------------- | ---------------- | ----- | ---- |
| I     | 1    | Ivan Kučírek    | Cecoslovacchia   | 12"27 | Q    |
| I     | 2    | Jeffrey Spencer | Stati Uniti      |       |      |
| II    | 1    | Klaas Balk      | Paesi Bassi      | 11"68 | Q    |
| II    | 2    | Benedykt Kocot  | Polonia          |       |      |
| III   | 1    | Ezio Cardi      | Italia           | 11"93 | Q    |
| III   | 2    | Roger Young     | Stati Uniti      |       |      |
| IV    | 1    | Andrzej Bek     | Polonia          | 11"87 | Q    |
| IV    | 2    | Dieter Berkmann | Germania Ovest   |       |      |
| V     | 1    | Niels Fredborg  | Danimarca        | 11"96 | Q    |
| V     | 2    | Honson Chin     | Giamaica         |       |      |
| VI    | 1    | Omar Pkhak'adze | Unione Sovietica | 11"56 | Q    |
| VI    | 2    | Ernie Crutchlow | Gran Bretagna    |       |      |
| VI    | 3    | Neville Hunte   | Guyana           |       |      |
| VII   | 1    | Peter van Doorn | Paesi Bassi      | 11"74 | Q    |
| VII   | 2    | Yoshikazu Cho   | Giappone         |       |      |
| VII   | 3    | Ed McRae        | Canada           |       |      |
| VIII  | 1    | Massimo Marino  | Italia           | 11"68 | Q    |
| VIII  | 2    | Carlos Reybaud  | Argentina        |       |      |
| VIII  | 3    | Geoff Cooke     | Gran Bretagna    |       |      |

### Ottavi di finale
Prova unica il vincente ai quarti di finale, i restanti ai recuperi.
| Serie | Pos. | Atleta              | Nazione           | Tempo | Note |
| ----- | ---- | ------------------- | ----------------- | ----- | ---- |
| I     | 1    | Daniel Morelon      | Francia           | 11"51 | Q    |
| I     | 2    | Niels Fredborg      | Danimarca         |       |      |
| I     | 3    | Peter van Doorn     | Paesi Bassi       |       |      |
| II    | 1    | Klaas Balk          | Paesi Bassi       | 11"48 | Q    |
| II    | 2    | Andrzej Bek         | Polonia           |       |      |
| II    | 3    | Serhiy Kravtsov     | Unione Sovietica  |       |      |
| III   | 1    | Massimo Marino      | Italia            | 11"40 | Q    |
| III   | 2    | Robert Maveau       | Belgio            |       |      |
| III   | 3    | Gérard Quintyn      | Francia           |       |      |
| IV    | 1    | Omar Pkhak'adze     | Unione Sovietica  | 11"43 | Q    |
| IV    | 2    | Karl Köther         | Germania Ovest    |       |      |
| IV    | 3    | Vladimír Vačkář     | Cecoslovacchia    |       |      |
| V     | 1    | Hans-Jürgen Geschke | Germania Est      | 11"42 | Q    |
| V     | 2    | Ezio Cardi          | Italia            |       |      |
| V     | 3    | Leslie King         | Trinidad e Tobago |       |      |
| VI    | 1    | John Nicholson      | Australia         | 11"67 | Q    |
| VI    | 2    | Ivan Kučírek        | Cecoslovacchia    |       |      |
| VI    | 3    | Peder Pedersen      | Danimarca         |       |      |

#### Recuperi
Prova unica il vincente alla finale recuperi, i restanti eliminati
| Serie | Pos. | Atleta          | Nazione           | Tempo | Note |
| ----- | ---- | --------------- | ----------------- | ----- | ---- |
| I     | 1    | Niels Fredborg  | Danimarca         | 11"91 | Q    |
| I     | 2    | Ivan Kučírek    | Cecoslovacchia    |       |      |
| I     | 3    | Gérard Quintyn  | Francia           |       |      |
| II    | 1    | Peter van Doorn | Paesi Bassi       | 11"59 | Q    |
| II    | 2    | Robert Maveau   | Belgio            |       |      |
| II    | 3    | Ezio Cardi      | Italia            |       |      |
| III   | 1    | Karl Köther     | Germania Ovest    | 11"40 | Q    |
| III   | 2    | Leslie King     | Trinidad e Tobago |       |      |
| III   | 3    | Serhiy Kravtsov | Unione Sovietica  |       |      |
| IV    | 1    | Vladimír Vačkář | Cecoslovacchia    | 11"46 | Q    |
| IV    | 2    | Peder Pedersen  | Danimarca         |       |      |
| IV    | 3    | Andrzej Bek     | Polonia           |       |      |

#### Finale recuperi
Prova unica il vincente ai quarti di finale, i restanti eliminati.
| Serie | Pos. | Atleta          | Nazione        | Tempo | Note |
| ----- | ---- | --------------- | -------------- | ----- | ---- |
| I     | 1    | Niels Fredborg  | Danimarca      | 11"59 | Q    |
| I     | 2    | Karl Köther     | Germania Ovest |       |      |
| II    | 1    | Peter van Doorn | Paesi Bassi    | 11"61 | Q    |
| II    | 2    | Vladimír Vačkář | Cecoslovacchia |       |      |

### Quarti di finale
Eliminazione diretta al meglio delle tre prove.
| Serie | Pos. | Atleta              | Nazione          | 1ª Manche | 2ª Manche | 3ª Manche | Note |
| ----- | ---- | ------------------- | ---------------- | --------- | --------- | --------- | ---- |
| I     | 1    | Daniel Morelon      | Francia          | 11"78     | 11"52     |           | Q    |
| I     | 2    | Peter van Doorn     | Paesi Bassi      |           |           |           |      |
| II    | 1    | John Nicholson      | Australia        | 11"68     | 11"59     |           | Q    |
| II    | 2    | Niels Fredborg      | Danimarca        |           |           |           |      |
| III   | 1    | Klaas Balk          | Paesi Bassi      |           | 11"58     | 11"47     | Q    |
| III   | 2    | Hans-Jürgen Geschke | Germania Est     | 11"63     |           |           |      |
| IV    | 1    | Omar Pkhak'adze     | Unione Sovietica | 11"34     |           | 11"56     | Q    |
| IV    | 2    | Massimo Marino      | Italia           |           | 11"47     |           |      |

### Semifinali
Eliminazione diretta al meglio delle tre prove.
| Serie | Pos. | Atleta          | Nazione          | 1ª Manche | 2ª Manche | 3ª Manche | Note |
| ----- | ---- | --------------- | ---------------- | --------- | --------- | --------- | ---- |
| I     | 1    | Daniel Morelon  | Francia          | 11"55     | 11"49     |           | Q    |
| I     | 2    | Klaas Balk      | Paesi Bassi      |           |           |           |      |
| II    | 1    | John Nicholson  | Australia        | 11"30     | 11"47     |           | Q    |
| II    | 2    | Omar Pkhak'adze | Unione Sovietica |           |           |           |      |

### Finali
Al meglio delle tre prove.
| Pos.      | Atleta          | Nazione          | 1ª manche | 2ª manche | 3ª manche |
| --------- | --------------- | ---------------- | --------- | --------- | --------- |
| 1&2 posto |                 |                  |           |           |           |
| Oro       | Daniel Morelon  | Francia          | 11"69     | 11"25     |           |
| Argento   | John Nicholson  | Australia        |           |           |           |
| 3&4 posto |                 |                  |           |           |           |
| Bronzo    | Omar Pkhak'adze | Unione Sovietica |           | 12"12     | 11"34     |
| 4         | Klaas Balk      | Paesi Bassi      | 11"62     |           |           |